# Steven T. Byington
Steven Tracy Byington (nacido Stephen Tracy Byington) (10 de diciembre de 1869 - 12 de octubre de 1957), intelectual anarquista y traductor estadounidense. 
Nació en Westford, Vermont, trasladándose posteriormente a Ballardvale, Massachusetts. Byington fue un graduado cum laude de la Universidad de Vermont en 1891 y miembro de la prestigiosa Phi Beta Kappa. Fue considerado un maestro en al menos 12 idiomas, incluyendo idiomas clásicos. Sus escritos incluían observaciones sobre nuevas formas y cambios en el uso de las palabras en inglés, publicando 25 artículos en el periódico American Speech de 1926-1946. 

## Anarquismo
Junto a Benjamin Tucker fue uno de los principales promotores del anarcoindividualismo estadounidense de principios del siglo XX. Estaba convencido de la promoción del anarquismo a través de la educación. Es conocido por su traducción del alemán al inglés de The Ego and Its Own (Der Einzige und sein Eigentum), ensayo de Max Stirner, editada por James J. Martin,. y por la traducción de los libros de Paul Elztbacher, The Great Anarchists: Ideas and Teachings of Seven Major Thinkers, y Anarchism.

## Biblia
Alrededor de 60 años los dedicó a traducir la Biblia de los textos originales y titulada The Bible in Living English. Fue publicada póstumamente en 1972 por la Watchtower Bible and Tract Society que adquirió la propiedad de la traducción. Byington en vida fue un cortés crítico de la Traducción del Nuevo Mundo del Nuevo Testamento, la traducción comúnmente asociada a los Testigos de Jehová; en la revista The Christian Century el 1 de noviembre de 1950 publicó una revisión a la versión de los Testigos de Jehová.